# Emil Stadler (Unternehmer)
Emil Stadler (* 27. April 1853 in Uster; † 2. Juni 1917 ebenda) war ein Schweizer Lederfabrikant, Oberstleutnant und freisinniger Politiker.

## Leben

### Familie
Emil Stadler war der Sohn des Gerbers Hans Georg Stadler, der aus Bodnegg in Württemberg stammte, und von dessen Ehefrau Anna Regula (geb. Berchtold).
Er heiratete 1885 Ina, die Tochter des Gerbers Gustav Dändliker. Ihr gemeinsamer Sohn war der spätere Jurist Emil Stadler (1886–1959), der mit Elisa, der Tochter des Unternehmers und Politikers Julius Gujer, verheiratet war.

### Werdegang
Nachdem er die Sekundarschule in Uster besucht hatte, absolvierte Emil Stadler eine Lehre im Betrieb seines Vaters. Anschliessend arbeitete er von 1871 bis 1873 als Wandergeselle in Schlesien. Danach verbrachte er einige Zeit in Lausanne und war ab 1873 als Gerber und Lederfabrikant in Uster tätig.
1891 wurde er Handelsrichter und von 1905 bis 1917 Direktor und Verwaltungsratspräsident der Elektrischen Strassenbahn Uster-Oetwil am See.
Er war Mitgründer und Verwaltungsratspräsident der Zentralheizungsfabrik Zent AG in Ostermundigen sowie Mitgründer und Präsident der Kreisbank der Schweizerischen Volksbank in Uster.
In der Schweizer Armee wurde er 1888 zum Major und zum Kommandanten des Bataillons Nr. 64 befördert. 1896 erfolgte seine Beförderung zum Oberstleutnant und 1898 wurde er zum Infanterieregiment 48 versetzt. 1912 wurde er aus der Wehrpflicht entlassen.

### Politisches Wirken
Emil Stadler war in Uster liberaler Gemeinderat und von 1889 bis 1892 Gemeindepräsident. In dieser Zeit sanierte er den Gemeindehaushalt und schuf eine neue Gemeindeordnung.
1899 wurde er zum Zürcher Kantonsrat gewählt. 1910 trat er von seinem Amt zurück. Als Nachfolger des zurückgetretenen Albert Locher war er vom 25. März 1894 bis seinem gesundheitsbedingten Rücktritt am 1. Juni 1910 auch Mitglied des Nationalrats, wo er der radikaldemokratischen Fraktion angehörte.

### Mitgliedschaften
Emil Stadler war Gründer des Militärschiessvereins Oberuster-Nossikon.